# (9953) 1991 EB
(9953) 1991 EB (1991 EB, 1985 XJ) — астероїд головного поясу, відкритий 7 березня 1991 року.
Тіссеранів параметр щодо Юпітера — 3,391.